# Kompolt
Kompolt je obec v maďarské župě Heves. V roce 2011 zde žilo 2 135 obyvatel.